# Omar (Philippines)
Pour les articles homonymes, voir Omar.
Omar est une localité de la province de Sulu, aux Philippines. En 2015, elle compte 25 116 habitants.